# Quincy Coleman
Quincy Coleman é um compositor, vocalista e guitarrista norte-americano.

## Discografia

### Also Known as Mary
1. I'm Crying
2. Shades of Grey
3. On Your Side
4. New Girl
5. Afraid
6. In Between
7. Give It Away
8. Make It Go Away
9. Blown Away
10. Waiting Pays

### Come Closer
1. Calling Your Name
2. Mary
3. Want Me Back
4. Indeed In Love
5. Never Happy
6. Sleep Late
7. Take A Chance
8. Don't Go Away
9. Don't Come Back
10. In Your Eyes